# 日本催眠医学心理学会
日本催眠医学心理学会（にほんさいみんいがくしんりがっかい、英語名 The Japanese Society of Hypnosis）は、医学、歯学、心理学等における催眠の科学的研究を促進するための学会。
事務局をアカデミーセンター(株) 国際文献社内に置いている。

## 事業
- 年次大会・学術講演会の開催、機関誌その他印刷物の刊行、会員の資格認定に係る業務など[1]

## 活動
- 年次大会（年1回）、機関誌・ニューズ・レターの発行（年2回）、催眠技法の研修会、「催眠技能士」の資格の授与、特別講演会など[1]

## 機関誌
- 『催眠学研究』 年2回